# Cyril Seedhouse
Cyril Norman Seedhouse (ur. 10 kwietnia 1892 w Leighton Buzzard, zm. 21 stycznia 1966 w Exminster) – brytyjski lekkoatleta (sprinter), medalista olimpijski z 1912.
Zdobył brązowy medal w sztafecie 4 × 400 metrów na igrzyskach olimpijskich w 1912 w Sztokholmie. Sztafeta brytyjska w składzie: George Nicol, Ernest Henley, James Soutter i Seedhouse ustanowiła w eliminacjach rekord Europy wynikiem 3:19,0, a w biegu finałowym zajęła 3. miejsce za zespołami Stanów Zjednoczonych i Francji. Na tych igrzyskach Seedhouse startował również w biegu na 200 metrów i biegu na 400 metrów, ale w obu przypadkach odpadł w półfinale.
Był mistrzem Wielkiej Brytanii (AAA) w biegu na 440 jardów w 1912 i 1914.